# 17 janvier dans les chemins de fer
17 décembre 17 février
Chronologies thématiques
- Croisades
- Sports
- Disney

Cette page concerne les événements qui se sont déroulés un 17 janvier dans les chemins de fer.

## Événements

### XXesiècle
- 1992, France : inauguration de la nouvelle gare TGV de Rennes (Bretagne).

### XXIesiècle
- 2005, Thaïlande : une collision entre deux rames du métro de Bangkok fait plus d'une centaine de blessés. Une rame vide a percuté par l'arrière, à une heure de grande affluence, une autre rame transportant près de 700 passagers. Cet accident survient six mois après l'inauguration du métro de Bangkok.

## Naissances
- 1905. France : Louis Armand, ingénieur français et président de la SNCF.